# الاعتراف القانوني بالعلاقات المثلية في سلوفينيا
اعترفت سلوفينيا بالشراكات المسجلة (بالسلوفينية: partnerska zveza)‏ منذ 24 فبراير 2017. وتوفر هذه للشركاء المثليين كافة الحقوق القانونية للزواج، باستثناء التبني مشترك وتقنيات الإنجاب بالمساعدة في المختبر. في السابق، كانت سلوفينيا قد اعترفت بتسجيل شراكة مثلية بين عامي 2006 و 2017، قد أتاح للشركاء المثليين الوصول إلى معاشات وممتلكات بعضهم البعض.
تمت الموافقة على مشروع قانون لتشريع زواج المثليين من قبل البرلمان في 3 مارس 2015. ولكن، تم رفضه في استفتاء في 20 ديسمبر 2015.

## الشراكات المسجلة

### قانون تسجيل الشراكات المثلية 2005
تم اعتماد قانون تسجيل الشراكات في 22 يونيو 2005، بإسم «قانون تسجيل الشراكات المثلية» (بالسلوفينية: Zakon o registraciji istospolne partnerke skupnosti)‏. لم يشمل القانون سوى علاقات الملكية، والحق / الالتزام بدعم شريك أضعف اجتماعيا، وحقوق الميراث إلى درجة ما. ولم يمنح أي حقوق في مجال الضمان الاجتماعي (التأمين الاجتماعي والتأمين الصحي، وحقوق المعاشات التقاعدية)، ولم يمنح الشريك صفة «أحد الأقرباء». أثار اعتماد هذا القانون مناقشة سياسية في الجمعية الوطنية، مع معارضة نواب الحزب الوطني السلوفيني الاعتراف بالشركاء المثليين. عارض الحزب الديمقراطي الاشتراكي والحزب الليبرالي مشروع القانون، بحجة أن القانون المقترح ضعيف جدا، ورفضوا المشاركة في التصويت، وخرجوا من مجلس النواب. مر مشروع القانزن في تصويت 44 صوتًا لصالح مقابل 3 أصوات ضده (44-3).
أقر مشروع قانون الشراكة الأكثر شمولاً في القراءة الأولى في البرلمان في يوليو/تموز 2004، لكن البرلمان رفضه خلال القراءة الثانية في مارس/آذار 2005. كان من الممكن أن ينص مشروع القانون على جميع الحقوق المتأصلة في الزواج ماعدا حقوق التبني المشترك.
وفي 31 آذار/مارس 2005، اقترحت الحكومة مشروع قانون جديد للشراكة، كما هو موضح أعلاه، يتيح الوصول إلى المعاشات والممتلكات. صدر في يونيو 2005، نشر في الجريدة الرسمية في 8 يوليو 2005، ودخل حيز التنفيذ في 23 يوليو 2006.
في 2 يوليو/تموز 2009، وجدت المحكمة الدستورية أنه من غير الدستوري منع الشركاء المسجلين من توريث ممتلكات بعضهم البعض. ورأت أن معاملة الشركاء المسجلين بشكل مختلف عن الشركاء المتزوجين يشكل تمييزًا على أساس التوجه الجنسي، منتهكًا المادة 14 من الدستور السلوفيني. أعطت البرلمان ستة أشهر لتصحيح الوضع. رداً على ذلك، أعلنت وزيرة الداخلية، كاتارينا كريسال (عن الحزب الليبرالي الديمقراطي السلوفيني)، أن الحكومة ستعد قانونًا جديدًا من شأنه تشريع زواج المثليين. هذا أثار جدلا كبيرا لدى العامة.
ألغي «تسجيل الشراكات المثلية 2005» بناء على إقرار «قانون الشراكة 2016» في 24 آب عام 2017.

### إصلاحات قانون الأسرة 2011 والاستفتاء
في 2 يوليو/تموز 2009، أعلنت وزيرة الداخلية، كاتارينا كريسال (عن الحزب الليبرالي الديمقراطي السلوفيني)، أن سلوفينيا من المرجح أن تضفي الشرعية على زواج المثليين في المستقبل القريب، مشيرة إلى التزام الحكومة بتوفير حقوق متساوية لكل الأزواج المثليين والمغايرين. وأثار هذا الإعلان بعض الجدل العام، ويرجع ذلك أساسًا إلى أنه يقنن تبني المثليين للأطفال.
وفي 21 أيلول/سبتمبر 2009، قدمت الحكومة مشروع قانون الأسرة الجديد، الذي سيسمح بزواج المثليين وتبني المثليين للأطفال.
مر المشروع خلال فترة من النقاش العام حتى 1 نوفمبر 2009. في ديسمبر 2009، نظرت الحكومة في التعديلات على مشروع القانون، والتي كان من المتوقع أن يتم التصويت عليها في عام 2010. في 17 ديسمبر 2009، وافقت الحكومة على قانون الأسرة. تم تقديمه إلى الجمعية الوطنية في 21 ديسمبر 2009. في 2 مارس 2010، وافقت الجمعية على مشروع القانون في قراءته الأولى.
في 24 يناير 2011، أعلنت الحكومة عن نيتها تغيير مشروع القانون قبل أن يتم تمرير النسخة النهائية في الجمعية الوطنية. سيتم إجراء التعديلات بسبب صعوبة تمرير مشروع القانون. سيتم تعريف الزواج على أنه اتحاد بين الرجل والمرأة، ولكن الشراكات المسجلة المثلية سيكون لها جميع حقوق الزواج باستثناء التبني المشترك (سيسمح بتبني أحد الشريكين للطفل البيولوجي للشريك الآخر).
في 7 أبريل، وافقت لجنة الجمعية الوطنية على مشروع القانون المعدل في قراءته الثانية وأرسلته للقراءة الثالثة. مر في قراءته النهائية في 16 يونيو 2011.
تم الطعن في القانون الجديد في 1 سبتمبر 2011 من قبل حركة شعبية محافظة «المبادرة المدنية من أجل الأسرة وحقوق الطفل»، والتي دعت إلى إجراء استفتاء وطني حول هذه القضية، وبدأت في جمع الدعم الشعبي المطلوب. رداً على ذلك، طلبت الحكومة من المحكمة الدستورية الحكم على ما إذا كان مثل هذا الاستفتاء دستوريًا. في 26 ديسمبر 2011، حكمت المحكمة الدستورية بأن إجراء استفتاء حول هذه القضية هو أمر دستوري. أدى استفتاء في 25 مارس 2012 إلى رفض مشروع القانون.

### مشروع قانون الشراكة 2014
وفي 14 نيسان/أبريل 2014، قدمت وزارة العمل والأسرة والشؤون الاجتماعية وتكافؤ الفرص مشروع قانون لمنح الشراكات جميع حقوق الزواج، باستثناء التبني وتقنيات الإنجاب بالمساعدة. كان ذلك في إطار عملية الاستشارة العامة حتى 5 مايو 2014. ومع ذلك، كان مصير مشروع القانون في المستقبل غير مؤكد بسبب الانتخابات البرلمانية المبكرة في 13 يوليو 2014، والتي عقدت بعد استقالة رئيسة الوزراء ألينكا براتوتشك. في 15 أكتوبر 2014، أعلنت الوزارة استشارة عامة أخرى حول مشروع القانون، والتي استمرت حتى 15 نوفمبر. في يناير/كانون الثاني 2015، قالت وزيرة العمل والأسرة والشؤون الاجتماعية وتكافؤ الفرص أنيا كوباش مراك إن مشروع القانون قد تم تأجيله، بينما ينظر البرلمان في اقتراح لتشريع زواج المثليين.

### قانون الشراكة 2016
في 22 كانون الأول / ديسمبر 2015، في أعقاب استفتاء 20 كانون الأول/ديسمبر 2015، الذي منع زواج المثليين في سلوفينيا (انظر أدناه)، قدم النائب المستقل ياني مندرفورفر مشروع قانون لمنح الشراكات من نفس الجنس جميع حقوق الزواج، باستثناء التبني وتقنيات الإنجاب بالمساعدة في المختبر. وسوف يلغي مشروع القانون أيضًا «قانون تسجيل الشراكة المثلية 2005»، ويتعين تحويل جميع الشراكات إلى مؤسسة جديدة، تسمى الشراكات المسجلة، في غضون الأشهر الستة الأولى بعد تاريخ مشروع القانون. لدى هذه الشراكات نفس إجراءات التسجيل الرسمي مثل الزواج. في 10 مارس 2016، أعربت الحكومة عن دعمها لمشروع القانون. في 5 أبريل، تمت الموافقة على مشروع القانون من قبل لجنة العمل والأسرة والسياسة الاجتماعية والعجز في الجمعية الوطنية. في 21 أبريل، وافقت عليه الجمعية التشريعية، في تصويت 54 صوتا لصالحه مقابل 14 صوتا ضده (54-14). لم يطلب المجلس الوطني من الجمعية التصويت على مشروع القانون مرة أخرى.
| الحزب                                          | صوت لصالح | صوت ضد | غائب (لم يصوت) |
| ---------------------------------------------- | --------- | ------ | -------------- |
| G حزب الوسط الحداثي                            |           | –      |                |
| الحزب الديمقراطي السلوفيني                     | 1         | 13     | 7              |
| G الحزب الديمقراطي للمتقاعدين من أجل سلوفينيا  | 10        | –      | 1              |
| G الحزب الاجتماعي الديمقراطي                   | 4         | –      | 2              |
| حزب الاتحاد اليساري                            | 3         | –      | 3              |
| حزب سلوفينيا الجديدة– الحزب المسيحي الديمقراطي | –         | 2      | 3              |
| مجموعة من النواب المستقلين                     | 1         | –      | 3              |
| نواب مستقلون (عن الأقلية المجرية والإيطالية)   | 2         | –      | –              |
| العدد الإجمالي                                 | 54        | 15     | 21             |

في 28 نيسان/أبريل، قدمت نقابة العمال المهاجرين السلوفينيين اقتراحا، يحمل 2,500 توقيع، من أجل السماح له بالشروع في طلب لاستفتاء. ولكن، في 5 مايو، رفض رئيس الجمعية الوطنية ميلان برغليز تحديد موعد نهائي ب35 يوما للسماح خلالها بجمع 40,000 توقيع صالحة لفرض الاستفتاء، معتبرة أن هذا والعديد من مبادرات استفتاءات نقابة العمال المهاجرين السلوفينيين الأخرى تشكل إساءة استخدام لقوانين الاستفتاء. وأرسل مشروع القانون لإصداره في اليوم التالي. صدر القانون من قبل الرئيس بوروت باهور ونشر في الجريدة الرسمية في 9 مايو 2016. أصبح القانون ساريًا في اليوم الخامس عشر بعد نشره (أي في 24 مايو 2016) وودخل حيز التنفيذ بعد تسعة أشهر (أي في 24 فبراير 2017).
وفي 10 مايو/أيار، طعنت نقابة العمال المهاجرين السلوفينيين في قرار برغليس أمام المحكمة الدستورية. في 21 يوليو 2016، رفضت المحكمة هذا الطعن.

## زواج المثليين

### مشروع قانون لتعديل قانون الزواج والعلاقات الأسرية
في 15 كانون الأول/ديسمبر 2014، قدم حزب الاتحاد اليساري، وهو حزب معارض، مشروع قانونا إلى البرلمان كان من شأنه تشريع زواج المثليين. قال مقدمو مشروع القانون إن الهدف هو توفير حقوق متساوية لجميع أفراد المجتمع، وقالوا أن القانون سيوسع الحقوق الدستورية لجميع المجموعات. ينص الدستور على أن الجميع يتمتعون بحقوق متساوية، ولكن حرم الشركاء المثليون من هذه الحقوق حتى الآن.
في 29 يناير 2015، لم تعرب الحكومة عن معارضتها لمشروع القانون. دعم اثنان من الأحزاب الثلاثة في الائتلاف الحاكم حزب الوسط الحداثي والحزب الإشتراكي الديمقراطي مشروع القانون، كما فعل حزبا المعارضة حزب الاتحاد اليساري وحزب ألينكا براتوتشاك. قرر الطرف الثالث في التحالف الحكومي الحزب الديمقراطي للمتقاعدين من أجل سلوفينيا السماح بتصويت الضمير لنوابه. عارض مشروع القانون كل من الحزب الديمقراطي السلوفيني وحزب سلوفينيا الجديدة- الحزب الديمقراطي المسيحي ضده.
في 10 شباط/فبراير 2015، أقرت لجنة العمل والأسرة والسياسة الاجتماعية والعجز في الجمعية الوطنية مشروع القانون بأغلبية 11 صوتًا مقابل صوتين ضده في قراءته الثانية (11-2).
في 3 مارس، أقرت الجمعية مشروع القانون في قراءته الثالثة، في تصويت 51 صوتا لصالحه مقابل 28 صوتًا ضده (51-28). في 10 مارس 2015، رفض المجلس الوطني اقتراحًا يطالب الجمعية بالتصويت على القانون مرة أخرى، في تصويت 14 صوتا لصالح ذلك مقابل 23 صوتا ضد ذلك (14-23). وكان مشروع القانون سيصل إلى الرئيس بوروت باهور للتوقيع عليه.
| الحزب السياسي                                  | صوت لصالح | صوت ضد | امتنع عن التصويت | غائب (لم يصوت) |
| ---------------------------------------------- | --------- | ------ | ---------------- | -------------- |
| حزب الوسط الحداثي                              | 33        | –      | 1                | 2              |
| الحزب الديمقراطي السلوفيني                     | –         | 19     | –                | 2              |
| G الحزب الديمقراطي للمتقاعدين من أجل سلوفينيا  | 3         | 4      | 2                | 1              |
| G الحزب الاجتماعي الديمقراطي                   | 6         | –      | –                | –              |
| حزب الاتحاد اليساري                            | 6         | –      | –                | –              |
| حزب سلوفينيا الجديدة– الحزب المسيحي الديمقراطي | –         | 5      | –                | –              |
| تحالف ألينكا براتوشك                           | 3         | –      | –                | 1              |
| نواب مستقلون (عن الأقلية المجرية والإيطالية)   | –         | –      | 2                | –              |
| العدد الإجمالي                                 | 51        | 28     | 5                | 6              |

في 10 مارس 2015، أعلن معارضو مشروع القانون أنهم جمعوا أكثر من 80 ألف توقيع للمطالبة بإجراء استفتاء. قاموا بتقديم 2,500 منهم، كما هو مطلوب، من أجل السماح لهم بالمضي قدما في الالتماس للتصويت الشعبي.ular vote.
في 17 مارس 2015، قال زعيم المجموعة البرلمانية حزب الوسط الحداثي أنه على الرغم من أن الحزب يدعم تشريع زواج المثليين، فإنه لن يحاول منع الاستفتاء المحتمل حول هذه القضية. انتقد الاتحاد اليساري، المؤيد الرئيسي لمشروع القانون، البيان. ومع ذلك، في 19 مارس، أوضح السياسيون في حزب الوسط الحداثي أنهم كانوا فقط ضد حجب المؤيدين من جمع التواقيع بموجب الالتماس، وأن الحزب سيؤيد الاقتراح بعرقلة الاستفتاء، عندما يتم تقديم التواقيع.
في 23 مارس 2015، بدأت فترة خمسة وثلاثين يومًا حيث كان على من يقترحون إجراء استفتاء في نهاية المطاف ضد القانون أن يجمعوا 40,000 توقيع صالح. في نفس اليوم، تقدمت مجموعة من 23 نائباً من SD والحزب الديمقراطي للمتقاعدين من أجل سلوفينيا والاتحاد اليساري وحزب ألينكا براتوتشاك بطلب الدعوة إلى دورة استثنائية للجمعية للتصويت على اقتراح لعرقلة الاستفتاء. في 26 مارس، صوتت الجمعية الوطنية بأغلبية 53 صوتًا لصالح مقابل 21 (53-21)، لإلغاء الاستفتاء على أساس أنها تنتهك الحكم الدستوري الذي يحظر التصويتات الشعبية على القوانين التي تقضي بعدم دستورية الاستفتاءات في مجال حقوق الإنسان والحريات الأساسية.
| الحزب السياسي                                  | صوت لصالح | صوت ضد | امتنع عن التصويت | غائب (لم يصوت) |
| ---------------------------------------------- | --------- | ------ | ---------------- | -------------- |
| حزب الوسط الحداثي                              | 34        | –      | –                | 2              |
| الحزب الديمقراطي السلوفيني                     | –         | 17     | –                | 4              |
| G الحزب الديمقراطي للمتقاعدين من أجل سلوفينيا  | 5         | –      | 2                | 3              |
| G الحزب الاجتماعي الديمقراطي                   | 6         | –      | –                | –              |
| حزب الاتحاد اليساري                            | 6         | –      | –                | –              |
| حزب سلوفينيا الجديدة– الحزب المسيحي الديمقراطي | –         | 4      | –                | 1              |
| تحالف ألينكا براتوشك                           | 2         | –      | –                | 2              |
| نواب مستقلون (عن الأقلية المجرية والإيطالية)   | –         | –      | 1                | 1              |
| العدد الإجمالي                                 | 53        | 21     | 3                | 13             |

وقال مؤيدو الاستفتاء، الذين أعلنوا أنهم جمعوا 48,146 توقيعا قبل تصويت الجمعية، إنهم سيستأنفون القرار أمام المحكمة الدستورية، وهو ما فعلوه في 2 أبريل.

### الالتماس إلى المحكمة الدستورية
وكان أمام المحكمة خيار إعلان الاستفتاء غير دستوري، حيث تحظر المادة 90 من الدستور إجراء الاستفتاءات حول موضوع حقوق الإنسان المحمية دستوريًا. لا يكون أي استفتاء في سلوفينيا ناجحا إلا إذا صوت أغلبية المشاركين و 20% على الأقل من جميع الناخبين المؤهلين ضد القانون.
وقد تداولت المحكمة الدستورية حول الاستئناف في أربع جلسات في 10 يونيو و 9 يوليو و 10 سبتمبر و 24 سبتمبر. في أكتوبر 2015، تدخل رئيس أساقفة الروم الكاثوليك في ليوبليانا، ستانيسلاف زور، سياسياً للإشارة إلى دعمه للاستفتاء.
في 22 أكتوبر 2015، نشرت المحكمة رسميا قرارها، والذي سمح للاستفتاء بالمضي قدما. ومع ذلك، لم يتناول الحكم المادة 90 مما يجعل من الممكن اعلان تحدي جديد للاستفتاء. الحكم اعتبر فقط قدرة الجمعية الوطنية على إعلان الاستفتاء غير دستوري.

### الاستفتاء
في 4 نوفمبر 2015، قررت الجمعية الوطنية أن الاستفتاء سيجري في 20 ديسمبر 2015. تم رفض مشروع القانون، حيث صوت أغلبية الناخبين ضد التصويت وكانت الأصوات ضده أكثر من 20% من الناخبين المسجلين، على النحو المطلوب في الدستور.

### حالات التبني
في 3 مارس/آذار 2010، حكمت المحكمة العليا في سلوفينيا بأنه يجب الاعتراف بتبني زوجين مثليين من الذكور يحملان جنسية سلوفينية-أمريكية مزدوجة، قاما بتبني طفلة في الولايات المتحدة، بهما كأبوين قانونيين للطفلة في سلوفينيا أيضًا. في 17 يوليو/تموز 2011، سمحت وزارة العمل والأسرة والشؤون الاجتماعية للمرأة بتبني أحد الشركاء المثليين للطفل البيولوجي للشريك الآخر، على أساس قانون عام 1976. وقد أثار ذلك إمكانية أن يكون هذا التبني ممكنًا حتى إذا تم إلغاء قانون الأسرة لعام 2011 في استفتاء.

## الرأي العام
أظهر استطلاع يوروباروميتر نشر في ديسمبر 2006 أن 31% من السلوفينيين يؤيدون زواج المثليين وأيد 17% منهم تبني المثليين للأطفال (متوسط الاتحاد الأوروبي كان: 44% و33% على التوالي).
أظهر استطلاع للرأي أجري في أكتوبر 2009 أن 23% من المستجيبين أيدوا حقوق التبني للشركاء المثليبن، بينما عارضها 74% منهم.
أظهر استطلاع أجراه ديلو ستيك في فبراير 2015 أن 59% من السلوفينيين الذين شملهم الاستطلاع يؤيدون المثليين، بينما كان 37% ضده. ووجد سؤال منفصل في نفس الدراسة أن 51% من السلوفينيين يؤيدون مشروع القانون، الذي كان يناقش في الجمعية الوطنية في ذلك الوقت، للسماح بزواج المثليين وتبني المثليين للأطفال، بينما كان 42% ضد ذلك. كما أظهر الاستطلاع أن 38% من المستطلعين أيدوا تبني المثليين للأطفال و 55٪ ضده.
وأظهر استطلاع آخر أجرته نيناميديا في مارس 2015 أن 42% من الذين تم استجوابهم أيدوا القانون الجديد، بينما عارضه 54%. وكان الدعم أعلى بين أولئك الذين تقل أعمارهم عن 30 سنة، والذين يسكنون في الساحل السلوفيني.
أظهر استطلاع أجرته مؤسسة ديلو في مارس 2015 أن غالبية المشاركين يعتقدون أن المحكمة الدستورية يجب ألا تسمح بإجراء استفتاء حول هذا الموضوع. من بين الذين قالوا إنهم سيشاركون في استفتاء محتمل، قال 36% أنهم سيؤيدون القانون، وقال 50% أنهم سيصوتون ضده.
وجد استطلاع يوروباروميتر لعام 2015 أن 54% من السلوفينيين يعتقدون أنه يجب السماح بزواج المثليين في جميع أنحاء أوروبا وأن 40% منهم يعارضون ذلك.